# Aire de Santa Fe
Aire de Santa Fe también conocida como AIRE es una estación de radio argentina que transmite desde la Ciudad de Santa Fe en la frecuencia 91.1 MHz y retransmite en más de cinco estaciones a través de su red de radios ubicadas en las ciudades santafesinas de Helvecia, Rafaela, San Javier, San Justo y Sunchales, como así también en la ciudad de Paraná.

## Historia

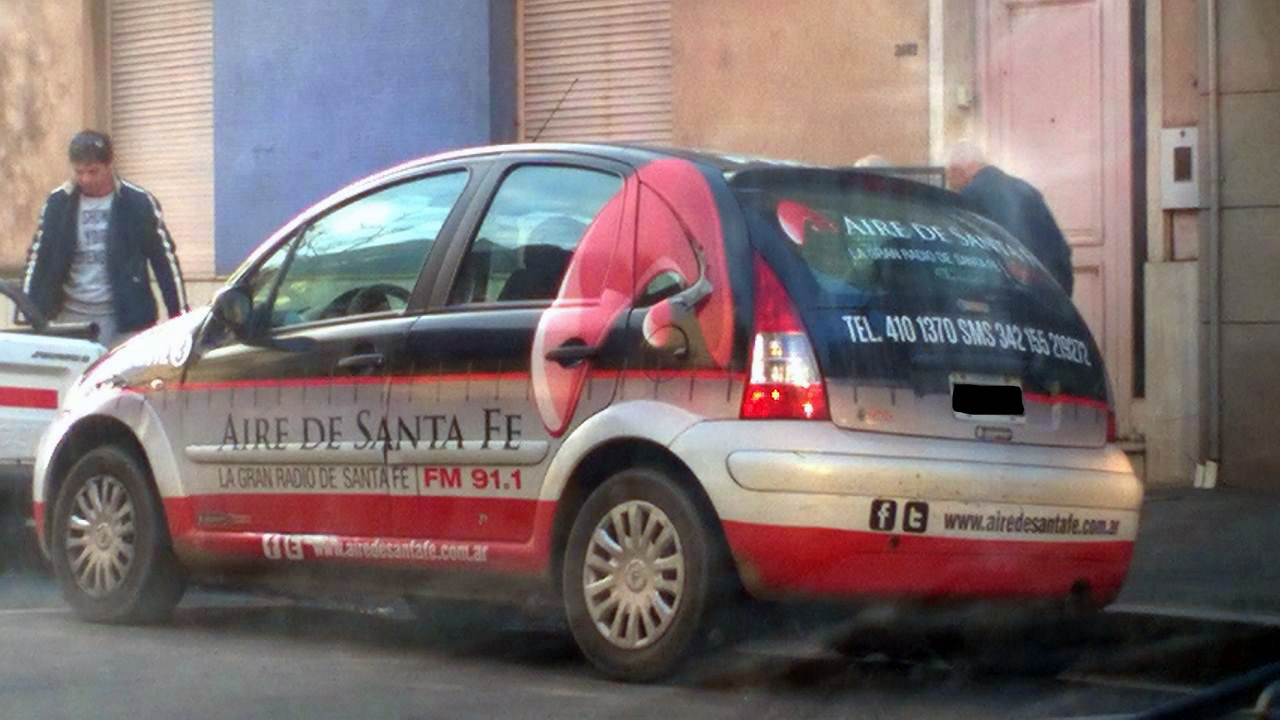
Móvil periodístico de Aire de Santa Fe

En el año 2008 y con el apoyo de periodistas como Mercedes Marti, Marisa Brel, Gonzalo Bonadeo y su actual director Luis Mino, inició sus transmisiones desde el centro de la ciudad de Santa Fe con estudios con vista hacia el Río Paraná.

## Programación
Su grilla se compone de programas periodísticos, magazines y programas musicales. Luis Alberto Mino es el titular de la radio.
También cuenta con su propio servicio de noticias (Aire Digital) y transmisiones de fútbol nacionales e internacionales, incluso han llegado a cubrir el Mundial de Fútbol Rusia 2018.

## Retransmisión
Además de tener su redacción y estudios en la ciudad de Santa Fe y transmitir por la 91.1, la Radio retransmite toda su programación por frecuencia modulada en 13 repetidoras ubicadas en la provincia con alcance a 100kms. de la Redonda y a través de AIRE TV, su Señal de TV vía Streaming que tiene Base en el Canal 57 de Cablevideo Digital y se replica en las Cableoperadoras Regionales.